# برایان بروملی
برایان بروملی (انگلیسی: Brian Bromley; ۲۰ مارس ۱۹۴۶ – ۹ مارس ۲۰۱۲) بازیکن فوتبال اهل بریتانیا بود.
از باشگاه‌هایی که در آن بازی کرده‌است می‌توان به باشگاه فوتبال پورتسموث، باشگاه فوتبال دارلینگتون، باشگاه فوتبال بولتون واندررز، باشگاه فوتبال ردینگ، باشگاه فوتبال ویگان اتلتیک، و باشگاه فوتبال برایتون اند هوو آلبیون اشاره کرد.